# All or Nothing
All or Nothing（オールオアナッシング）は、日本の女性アイドルグループ、ダンスボーカルグループである。2011年3月11日に発生した東日本大震災の復興支援のため、楓（シンガーソングライター／音楽プロデューサー／タレント）のプロデュースにより、2015年12月23日に結成した。コンセプトは「古着系ダンスボーカルグループ」。Crane Production所属。

## 歴史
東日本大震災から約半年後となる2011年9月、当時、自身で音楽活動をしていた楓のもとに、音楽仲間であったスリーピースアコロックバンド「メリチョコ」メンバーの及川タクマ（スズ）（現：特定非営利活動法人雄勝まちづくり協会理事長）より、「震災で全国から送られた支援物資の古着が現地で余ってしまい、自治体の倉庫に入りきらず困っている」という相談があった。そこで、古着を使って何か社会貢献ができないかと検討したところ、当時はアイドルグループ全盛期だったことから、古着をテーマにした女性グループを結成してみてはどうかという考えを思いついた。また、女性グループの大多数は衣装がみんな一緒だというところに疑問を抱き、古着をコンセプトにすることで「衣装がバラバラでも、グループ感が出るのではないか」、「ステージ衣装として余った古着を着て活動することによって、常にタレントの個性を出しながら、震災の風化を防げるのではないか」と考え、『古着系アイドル』というコンセプトを立案した。
自身が所属していたレーベル、Turtle Entertainmentにこの話を提案したところ、楓をプロデューサーとしてプロジェクトが始動。グループ名は「人生イチかバチか」と「アイドル戦国時代に殴り込みをかける」という意味合いから『古着系アイドル18（いちはち）』とすることが決定。同年2011年11月より、Turtle Entertainment内に新規芸能事業部となる「Crane Production」を立ち上げ、メンバー募集を開始。最終オーディションを勝ち残った6名にて2012年1月に結成し、お披露目ライブを開催。
2012年2月より正式に活動開始。2012年5月にメンバー1名追加、2012年12月にはメンバー11名追加となり、最大18名のメンバーが在籍。その後、グループ名を「古着系18」に変更。メンバーの脱退、卒業、追加といった紆余曲折を経て、2015年6月、約3年半の活動に終止符を打ち、解散。当時プロデューサーであった楓は、復興支援のためにグループを結成したという強い想いがあり、支援を途絶えさせたくないという考えから、解散に抵抗もあったが、解散がメンバーの総意だったため、その意思を尊重し同意した。しかし、楓は「最低10年は復興支援の活動をしたい」という強い想いから、再び被災地支援のグループを結成することを模索。その頃、「古着系18」に追加メンバーとして加入予定だった秋野はるか、柳沢ちさとの2名がお披露目前のレッスン中だったことから、新たなグループを結成し、その初期メンバーとして活動してみないかという話をしたところ、2名の了承を得て、新たなグループとしての活動準備期間に入った。その後、グループ名が以前の「イチかバチか」という意味を継承した「All or Nothing」という名称に正式決定。
2015年8月11日、宮城県石巻市雄勝町で開催された、震災復興支援イベント「LIGHT UP NIPPON」にて、秋野・柳沢2名での活動が開始。少人数ということもあり、プレオープン活動として「0期生」という呼び名となる。その後、4か月の活動を経て、2015年12月23日、All or Nothing初のワンマンライブで、いいだひかる、桜木ななが新規加入。ここで、1期生4名によるAll or Nothingとしての活動が正式にスタートした。2016年3月11日、震災から5年という節目のタイミングで、1枚目マキシシングル「Stand up!」を世界243か国に配信。1ダウンロードにつき1円を、雄勝まちづくり協会に支援金として寄付するという企画をスタートさせる。翌月4月29日に同タイトルを全国リリース。
2016年5月7日に開催されたプチワンマンライブにて、2期生として泉ひろな、佐藤ゆうが新規加入し、メンバー6名となる。同年8月10日には、2枚目マキシシングルとなる「ビビット☆ビーチ」を全国リリース。これに先駆けて、8月10日から17日の計8日間、初となる全国ツアーを開催（8月10日・11日：宮城県／8月12日：福島県／8月13日：茨城県／8月14日：埼玉県／8月15日：千葉県／8月16日：神奈川県／8月17日：東京都）。また、ツアー中日となる8月15日に開催されたプチワンマンライブにて、3期生として佐倉杏、大和結依が新規加入し、メンバー8名となる。同時に、All or Nothingとしては8名で活動を行うこと、メンバー追加は卒業メンバーが出た場合のみとなることが決定。結成1周年となる同年12月23日、初台The Doorsにて、2回目のワンマンライブ『This is the All or Nothing!!! ～ここから始まる新たなストーリー【目指せ集客150人!】～』を開催。この日、集客150名を目標とし、最終的には151名の集客を達成（主催者発表）。なお、このワンマンライブ中に、翌2017年12月23日に同じく初台The Doorsにてワンマンライブの開催を発表。倍となる300人の集客を目標とすることも決定した。2017年2月21日及び3月21日には、初となる地上波冠番組「AoNチャンネル」が千葉テレビにて放送された。

## 年表

### 2015年
- 8月10日：オフィシャルサイト、オフィシャルブログ、オフィシャルツイッター開設。
- 8月11日：All or Nothingプレオープンにて0期生初ライブ。被災地である宮城県石巻市雄勝町大須漁港で開催された支援イベント「LIGHT UP NIPPON」出演。
- 9月14日：初のプチワンマンライブ（前半戦）を銀座にて開催。
- 9月15日：初のラジオ番組（公開生放送）に出演。「地下ドル・地下バン発信基地！SHU-YA.Kの渋谷ちゃんねる」（渋谷クロスFM）
- 9月16日 初のプチワンマンライブ（後半戦）を銀座にて開催。
- 9月19日：2015埼玉ブロンコスプレシーズンゲーム in 久喜のハーフタイムショー出演。
- 9月23日：「グランローザ潮の湯4周年～ミュージックフェスティバル～」イベント出演。
- 10月10日：「タワハチ ミュージックエモーション」イベント出演（タワーレコード八王子店）
- 10月17日：「スポーツ・オブ・ハート2015」イベント出演（国立代々木競技場第二体育館外特設ステージ「GREEN STAGE」）
- 10月31日 - 11月1日：淑徳大学「第49回龍澤祭」雄勝町物産販売ブースイベント出演。
- 12月22日：「ゆずっこミュージシャンコンテスト（本戦会）」ゲスト出演（横浜伊勢佐木町クロスストリート）
- 12月23日：ファーストワンマンライブ『Restarting～100か0か！イチかバチか！勝負の時！～』開催。このライブにて、いいだひかる、桜木ななの2名が新メンバーとして加入。これより1期生4名として正式に活動開始。

### 2016年
- 2月7日：野外イベントライブ出演（大宮髙島屋ピーターマックス壁画前）
- 2月14日：初となる冠番組、ニコニコ生放送公式公開生放送「AoNチャンネル＠浜田ブリトニーオカオカハウスより ～ガンプラよりハマっちゃうかも？第1回放送！～」番組開始。
- 2月19日：JOYSOUND主催「うたスキミュージックポスト」～配信リリースパーティーVol.2～」イベント出演。当日の集客No.1を決定する「みんなが選んだうたスキミュージック賞」にて、参加10組中1位（グランプリ）を獲得。
- 2月23日：ラジオ石巻の情報番組『午後もやっぱり764』の生放送に出演。
- 2月24日：宮城ケーブルテレビ『BFTV』出演。BAYWAVE『ラジカルト！』生放送出演。
- 3月6日：野外イベントライブ出演（海老名中央公園円形ステージ）
- 3月11日：初となる音源「Stand up!」世界243か国配信デビュー。1ダウンロードにつき1円を特定非営利活動法人「雄勝まちづくり協会」に寄付する企画をスタート。
- 3月12日：東日本大震災復興支援活動イベント～気仙沼に笑顔を届けるプロジェクト～「笑顔届ける音楽ライブ」イベント出演（復興屋台村気仙沼横丁屋外ステージ、気仙沼「海の市」）
- 3月13日：ニコニコ生放送公式公開生放送「AoNチャンネル＠浜田ブリトニーオカオカハウスより ～震災から5年、まだまだ支援していきます！第2回放送！～」出演。
- 4月8日：1枚目マキシシングル「Stand up!」をTurtle Entertainmentより全国リリース。
- 4月10日：ニコニコ生放送公式公開生放送「AoNチャンネル＠浜田ブリトニーオカオカハウスより ～最終回！ぜひ現地でお待ちしております！！！～」出演。
- 4月16日：「タワハチ ミュージックエモーション」イベント出演（タワーレコード八王子店）
- 4月18日：「duo SUPER LIVE 2016 vol.3」Presented by duo Music Exchangeイベント出演 (shibuya duo Music Exchange)
- 4月26日：ラジオ公開収録トークイベント「遠藤麻生のマインドスケッチ」出演。
- 4月29日：AoN主催ライブ「All or Nothing 柳沢ちさと生誕祭」～幸せ満開！お覚悟はよろしくて？～イベント開催。
- 5月3日：「WALLOP IDOL LIVE GW SP!」イベント出演（ワロップ放送局3F WAROSスタジオ）
- 5月7日：「All or Nothing プチワンマン ～2期生お披露目ライブ～」開催。このライブにて、泉ひろな、佐藤ゆうの2名が新メンバーとして加入。これによりメンバー6名となる。
- 5月8日：「Kashiwa可愛いFes.2016』ライブ＆モデル出演（柏マルイVAT館前ファミリー広場ウッドデッキ）
- 5月29日：熊本地震・復興支援チャリティーライブ「幕張アイドルカーニバル絆～KIZUNA～vol.15」イベント出演。
- 7月10日：AoN主催ライブ「All or Nothing 泉ひろな＆佐藤ゆう合同生誕祭」開催。
- 7月16日：千葉県プチ遠征3days!!!1日目 第52回 南房総白浜・海女まつり×東日本大震災復興支援イベント「まるグル16in南房総」IDOL WONDERLAND@SHIRAHAMAイベント出演
- 7月17日：同2日目 第52回 南房総白浜・海女まつり×東日本大震災復興支援イベント「まるグル16in南房総」IDOL WONDERLAND@SHIRAHAMAイベント出演
- 7月18日：同3日目 ショッピングモールイベント出演（イオンモール八千代緑ヶ丘店）
- 7月30日：宮城県＆埼玉県プチ遠征3days!!!1日目 サーティワンアイスクリーム@ウニクス鴻巣presents「夏だ！アイスだ！アイドルだ！SUMMER IDOL SESSION 野外フェス」イベント出演（ウニクス鴻巣野外ステージ）
- 8月1日：同2日目 東日本大震災復興支援イベント「第93回石巻川開き祭り」イベント出演（宮城県石巻市中瀬公園周辺）
- 8月2日：同3日目 東日本大震災復興支援イベント「第93回石巻川開き祭り」イベント出演（宮城県石巻市中瀬公園周辺）
- 8月3日：アレサネスミスがコーナーを担当している千葉テレビ「マスターコレクション」にゲスト出演。
- 8月10日：2枚目のマキシシングル「ビビット☆ビーチ」をTurtle Entertainmentより全国リリース。また、これに先駆けて8月10日 - 17日までの計8日間、初の全国ツアーを開催することを発表。
- 8月10日：1st全国ツアー!!!「ビビット☆ビーチ」1日目＠宮城県 石巻11アートイベント2016「被災野に大きな大きなアート」～前夜祭ライブセッション～イベント出演（宮城県石巻市橋通りCOMMON）
- 8月11日：同2日目＠宮城県 東日本大震災支援イベント「大須浜祭り×LIGHT UP NIPPON」イベント出演（宮城県石巻市雄勝町大須漁港特設イベント会場）
- 8月12日：同3日目＠福島県 新星堂エスパル福島店インストアライブ出演。
- 8月13日：同4日目＠茨城県 ひたちなか「FASHION CRUISE」イベントライブ出演。
- 8月14日：同5日目＠埼玉県 ショッピングモール「ソヨカふじみの」イベントライブ出演。
- 8月15日：同6日目＠千葉県 「AoN新メンバーお披露目プチワンマンライブ」開催 (HIGAMATSU TOWN)。このライブにて佐倉杏、大和結依の2名が新メンバーとして加入。これによりメンバー8名となる。
- 8月16日：同7日目＠神奈川県 横浜みなとみらい万葉倶楽部ビアガーデンライブイベント出演。
- 8月17日：同8日目＠東京都 「AoNツアーファイナルワンマンライブ」開催。
- 8月20日：「タワハチ ミュージックエモーション」イベント出演（タワーレコード八王子店）
- 9月6日：「夏目ひみかBDライブ今年もやるんかい！」イベント出演（六本木morph-tokyo）
- 9月11日：野外イベントライブ出演（海老名中央公園円形ステージ）
- 9月18日：「アイドルワンダーランドvol.1」イベント出演（TSUTAYA O-WEST）
- 9月19日：「毎日興業株式会社presents 埼玉ブロンコスプレシーズンゲーム in 久喜」ハーフタイムショー出演（毎日興業アリーナ久喜）
- 9月22日：結成1周年となる12月23日にワンマンライブを開催することを発表。同時に、ワンマンライブ当日及び開催される期間までの間、ファンの人気投票によるAll or Nothing「3rd Maxi Single センター決定戦」の開催も発表。ワンマンライブ開催日までの集客、チェキ撮影枚数、ツイッター増減、ブログコメント数などをポイント制によって数字化し、毎週発表されることとなる。
- 9月24日　AoNメンバー生誕ライブ「All or Nothingいいだひかる生誕祭」～ひかるくんは永遠のピーターパン～イベント開催。
- 10月16日：「Show Up the idol in shibuya」イベント出演（shibuya duo Music Exchange）
- 10月23日：AoNメンバー生誕ライブ「All or Nothing秋野はるか生誕祭」～ハッピーラッキーあっきータイム!!!～イベント開催。
- 11月3日：「JPSガールズボイス ベルサス 秋フェス！」～UENO IDOL PARTY PARK !!!～イベント出演（上野公園水上音楽堂 野外ステージ）
- 11月3日：「クリフエッジ&Fellows POPSNOWミュージックキャラバン2016」～Music Caravan 2016 in 冬スポ!!～イベント出演（幕張メッセ特設ステージ）
- 11月5日：JoinLife機構Presents「第4回 HOPE&LIVE アキバ☆エンタメマラソン2016 アイドルステージ」イベント出演（日比谷公園マラソン大会特設ステージ）
- 11月20日：復興支援イベント「まるごみinCHIBA×IDOL WONDERLAND」イベント出演（千葉市中央公園特設ステージ）
- 12月23日：AoN2016ワンマンライブ「This is the All or Nothing!!!」～ここから始まる新たなストーリー【目指せ集客150人!】～開催。同日のライブ中に「3rd Maxi Single センター決定戦」の結果が発表され、初代センターは秋野はるかに決定した。なお、2位は柳沢ちさと、3位はいいだひかる（※当日の主催者発表では上位3名のみ発表）という結果だった。

### 2017年
- 2月9日：REDS WAVE「大宮I♥DOLLのなんてったってアイドール！」ゲスト出演。
- 2月16日：REDS WAVE「大宮I♥DOLLのなんてったってアイドール！」ゲスト出演。
- 2月21日：初の地上波冠番組となる「AoNチャンネル」が千葉テレビにて放送。
- 3月10日：「ENIGMA PORTE-BONHEUR～ポルトボヌール～幸せを運ぶ瞬間」イベント出演（赤坂BLITZ）
- 3月11日：東日本大震災復興支援イベント『Sounds Ailes ～音楽のつばさ～』イベント出演（府中Flight）
- 3月12日：「iPopMonthlyFes番外編～Road To 噴水広場 Vol.3」イベント出演（ニッポン放送イマジンスタジオ）
- 3月20日：AoNメンバー生誕ライブ「All or Nothing 桜木なな生誕祭」～こんなななちん滅多にみせないんだからねっ！！～開催。
- 3月21日：CTC DIAMOND TV「AoNチャンネル」放送。
- 4月16日：「台東区公認ストリートライブ～UENO STREET STAGE～」イベント出演（御徒町南口駅前広場おかちまちパンダ広場）
- 4月16日：All or Nothing番外編ライブ「AoN、メンバーがソロで歌っちゃうってよ？！」開催。
- 4月28日：3枚目のマキシシングル「ありがとう」をTurtle Entertainmentより全国リリース。またこれに先駆けて、5月3日 - 7日までの計5日間、2回目の全国ツアー（関東編）を開催することを発表。
- 4月30日：AoNメンバー生誕ライブ「All or Nothing柳沢ちさと生誕祭」～歌は魔法！歌は祈命！～イベント開催。
- 5月3日：All or Nothing 3rd Maxi Single「ありがとう」発売記念全国ツアー第1弾（関東編）1日目＠千葉県「One's IDOL PROJECT vol.5」イベント出演（千葉県千葉市稲毛区ワンズモール）
- 5月4日：同2日目＠神奈川県「ENIGMA 横浜の灯」～ville de PortⅣ～イベント出演（横浜O-SITE）

### 2019年
- 10月4日：All or Nothing研究生として桜下水姫と葉山しいながデビューすることを発表。

### 2020年
- 1月27日：桜下水姫と葉山しいなが脱退し、メンバーがいなくなったので活動休止となった。

## メンバー
| 名前 | 愛称 | 誕生日 | 加入期 | 血液型 | 出身地 | 担当カラー |
| ---- | ---- | ------ | ------ | ------ | ------ | ---------- |

## 元メンバー
| 名前         | 愛称       | 誕生日   | 加入期 | 血液型 | 出身地 | 担当カラー       |
| ------------ | ---------- | -------- | ------ | ------ | ------ | ---------------- |
| 秋野はるか   | あっきー   | 10月22日 | 0期生  | A型    | 岐阜県 | オレンジ色       |
| いいだひかる | ひかる     | 9月28日  | 1期生  | O型    | 埼玉県 | 緑色／黒色       |
| 泉ひろな     | ひろ       | 7月13日  | 2期生  | B型    | 北海道 | 赤色             |
| 佐倉杏       | あんちゃん | 6月14日  | 3期生  | O型    | 香川県 | ミントグリーン色 |
| 桜木なな     | ななちん   | 3月20日  | 1期生  | O型    | 大阪府 | 青色             |
| 佐藤ゆう     | ゆーちゃん | 7月22日  | 2期生  | B型    | 埼玉県 | ピンク色         |
| 柳沢ちさと   | ちーちゃん | 4月30日  | 0期生  | A型    | 東京都 | 黄色             |
| 大和結依     | ゆい       | 7月28日  | 3期生  | B型    | 新潟県 | 紫色             |

## 出演

### ライブ
※上記年表参照

### テレビ
- 宮城ケーブルテレビ ～復興支援情報エンタメバラエティ番組「プッシュ！」（2015年9月 - ） アシスタントMCとして全メンバーレギュラー出演中
- 宮城ケーブルテレビ「BFTV」（2016年3月） 秋野はるか／いいだひかる／桜木なな／柳沢ちさと
- 気仙沼ケーブルテレビ「街の話題」（2016年3月） 秋野はるか／柳沢ちさと
- CTC「マスターコレクション」（2016年8月3日） 全メンバー出演
- CTC DIAMOND TV「AoNチャンネル」（2017年2月21日／3月21日）　全メンバー出演
- TBS「CDTV」春スペシャル～卒業ソング音楽祭2017～「ひまわりの約束」スペシャルドラマ（2017年3月30日） いいだひかる／泉ひろな
- MXTV「東京オーディション（仮）」イイね！ガールズ（2017年3月 - ） 泉ひろな
- MXTV「東京オーディション（仮）」イイね！ガールズ（2017年11月 - ） いいだひかる
- MXTV「話題のアプリええじゃないか！」ええじゃないか！ガール（2018年3月15日・29日） 泉ひろな

### CM
- エステー「消臭力」～国民の歌篇～ 秋野はるか
- ロッテ「乳酸菌ショコラ」～街中センセーション篇～ 秋野はるか
- ジェーシービー「JCB CARD」～二宮先生篇～ 桜木なな／大和結依
- LINEモバイル「LINEモバイル」～愛と革新。（交差点）篇～ いいだひかる／柳沢ちさと

### ラジオ
- 渋谷クロスFM「地下ドル・地下バン発信基地！SHU-YA.Kの渋谷ちゃんねる」 秋野はるか／柳沢ちさと
- 石巻コミュニティ放送（ラジオ石巻）「午後もやっぱり764」 秋野はるか／いいだひかる／桜木なな／柳沢ちさと
- BAYWAVE「ラジカルト！」 秋野はるか／いいだひかる／桜木なな／柳沢ちさと
- FM熱海湯河原「遠藤麻生のマインドスケッチ」 秋野はるか／いいだひかる／桜木なな／柳沢ちさと
- FM調布「アレサネスミスのCHANGE'S RADIO」 いいだひかる／柳沢ちさと
- REDS WAVE「大宮I♥DOLLのなんてったってアイドール！」 泉ひろな／佐藤ゆう／大和結依

### 舞台
- 美枝子（2017年4月12日 - 16日／プーク人形劇場） 秋野はるか

### イベント
- JOYSOUND主催「うたスキミュージックポスト」～配信リリースパーティーVol.2～当日集客No.1決定戦「みんなが選んだうたスキミュージック賞」参加10組中1位（グランプリ）獲得：秋野はるか／いいだひかる／桜木なな／柳沢ちさと
- パンのフェス2017～パンラバーコンテスト～（2017年3月5日）初代グランプリ：秋野はるか、ファイナリスト：いいだひかる／佐藤ゆう／柳沢ちさと／大和結依
- 『FLASH』誌面グラビア争奪バトル#8 準グランプリ（2位）：桜木なな

### 雑誌
- 原宿POPUNITED（株式会社POPUNITED） 秋野はるか／柳沢ちさと
- POPUNITED（株式会社POPUNITED） 秋野はるか／柳沢ちさと
- ARENA PLUS（音楽専科社） 秋野はるか／いいだひかる／桜木なな／柳沢ちさと
- ヤングチャンピオン（秋田書店）2017年No.9：桜木なな

### ネットニュース
- 河北新報オンラインニュース「＜震災5年＞歌に乗せ　夢運ぶ　筆運び」 秋野はるか／柳沢ちさと
- 産経ニュース「All or Nothing（オール・オア・ナッシング）（上）古着系アイドル　それは東日本大震災被災地への貢献から始まった（動画付き）」 全メンバー出演
- 産経ニュース「All or Nothing（下）動ける子ブタ…大和撫子　復興応援古着系グループは個性もいろいろ♪（動画付き）」 全メンバー出演
- ぴあ「うまいめし」【パンのフェス】14万人が集結！最も注目を集めた絶品パンは？ パンマニア実食レポ 秋野はるか

### ネット配信
- ニコニコ生放送 公式公開生放送「AoNチャンネル＠浜田ブリトニーオカオカハウスより ～ガンプラよりハマっちゃうかも？第1回放送！～」 秋野はるか／いいだひかる／桜木なな／柳沢ちさと
- ニコニコ生放送 公式公開生放送「AoNチャンネル＠浜田ブリトニーオカオカハウスより ～震災から5年、まだまだ支援していきます！第2回放送！」 いいだひかる／桜木なな
- ニコニコ生放送 公式公開生放送「AoNチャンネル＠浜田ブリトニーオカオカハウスより ～最終回！ぜひ現地でお待ちしております！！！～」 秋野はるか／いいだひかる／桜木なな／柳沢ちさと
- 株式会社サイバード公式YouTubeチャンネル「BFBチャンピオンズ2.0」秘書No.1コンテスト特別オーディション 全メンバー出演

## 作品
シングル
1. Stand up!（2016年4月8日発売）Turtle Entertainment
2. ビビット☆ビーチ（2016年8月10日発売）Turtle Entertainment
3. ありがとう（2017年4月28日発売）Turtle Entertainment

アルバム
1. All or Nothing Mini（2017年12月27日発売）Turtle Entertainment

DVD
1. This is the All or Nothing!!!（2017年8月11日発売）Turtle Entertainment